# 中国運輸局
中国運輸局（ちゅうごくうんゆきょく）は国土交通省の地方支分部局。運輸・交通に関する業務を行う地方運輸局の一つである。
陸運部門については中国地方5県（鳥取県、島根県、岡山県、広島県、山口県）を管轄区域とする。
一方、海事部門については山口県西部（下関市、宇部市、長門市、山陽小野田市）は九州運輸局の所管となり、これらの地域では陸運部門と海事部門の所管地方運輸局が異なっている。なお、これらの地域には中国運輸局の出先機関はない（この地域の陸運部門は山口運輸支局本庁舎の管轄）。
中国地方の運輸業界関係者からは「ちゅううん」と呼ばれている。
陸運部門は広島陸運局時代（1985年3月31日以前）は「ひろりく」と呼ばれていた。

## 組織及び所在地

### 本局
- 所在地：〒730-8544 広島県広島市中区上八丁堀6-30 広島合同庁舎4号館4階
- 総務部
- 企画観光部
- 交通環境部
- 鉄道部
- 自動車交通部
- 自動車技術安全部
- 海事振興部
- 海上安全環境部

### 出先機関

#### 陸運部門
（）内は交付されるナンバープレートに付される都市・地域名
広島運輸支局（「広島」）
- 所在地：広島県広島市西区観音新町4-13-13-2
- 管轄区域：広島県西部（広島市・呉市・三次市・庄原市・大竹市・東広島市・廿日市市・安芸高田市・江田島市・安芸郡・山県郡）

広島運輸支局福山自動車検査登録事務所（「福山」）
- 所在地：広島県福山市南今津町44
- 管轄区域：広島県東部（尾道市・福山市・三原市・府中市・竹原市・豊田郡・世羅郡・神石郡）

岡山運輸支局本庁舎（「岡山」「倉敷」）
- 所在地：岡山県岡山市北区富吉5301-5
- 管轄区域：岡山県全域
- 「倉敷」ナンバー対象地域：倉敷市とその周辺地域（笠岡市、井原市、浅口市、里庄町、矢掛町）

鳥取運輸支局本庁舎（「鳥取」）
- 所在地：鳥取県鳥取市丸山町224
- 管轄区域：鳥取県全域

島根運輸支局（「島根」「出雲」）
- 所在地：島根県松江市馬潟町43-3
- 管轄区域：島根県全域
- 「出雲」ナンバー対象地域：出雲市とその周辺地域（奥出雲町、飯南町）

山口運輸支局本庁舎（「山口」「下関」）
- 所在地：山口県山口市宝町1-8
- 管轄区域：山口県全域
- 「下関」ナンバー対象地域：下関市

#### 海事部門
尾道海事事務所
- 所在地：広島県尾道市古浜町27-13 尾道港湾合同庁舎
- 管轄区域：広島県東部（竹原市、三原市、尾道市（因島海事事務所の管轄区域を除く）、福山市、府中市、三次市、庄原市、東広島市、豊田郡、世羅郡、神石郡）

因島海事事務所
- 所在地：広島県尾道市因島土生町1899-35
- 管轄区域：広島県尾道市（旧因島市および旧瀬戸田町）

呉海事事務所
- 所在地：広島県呉市宝町9-25 呉港湾合同庁舎
- 管轄区域：広島県呉市

岡山運輸支局玉野庁舎
- 所在地：岡山県玉野市宇野1-8-2 玉野港湾合同庁舎
- 管轄区域：岡山県（水島海事事務所の管轄区域を除く）

岡山運輸支局水島海事事務所
- 所在地：岡山県倉敷市水島福崎町2-15 水島港湾合同庁舎
- 管轄区域：岡山県西部（倉敷市、笠岡市、井原市、総社市、浅口市、都窪郡、小田郡）

鳥取運輸支局境庁舎
- 所在地：鳥取県境港市昭和町9-1 境港港湾合同庁舎
- 管轄区域：鳥取県全域

島根運輸支局
- 所在地：島根県松江市馬潟町43-3
- 管轄区域：島根県全域

山口運輸支局徳山庁舎
- 所在地：山口県周南市徳山港町6-35 徳山港湾合同庁舎
- 管轄区域：山口県西部（下関市、宇部市、長門市、山陽小野田市）を除く全域

※広島県の内、尾道・因島・呉の各海事事務所に含まれない地域は中国運輸局本局の直轄区域。
※山口県の内、西部4市は九州運輸局下関海事事務所の管轄区域。